# Full Force (Band)
Full Force ist eine US-amerikanische Musikgruppe, die 1979 in Brooklyn gegründet wurde und musikalisch im R&B, Freestyle und Contemporary R&B beheimatet ist. Sie zählt zu den ersten Freestyle-Bands der 1980er Jahre.

## Geschichte
1979 formierten sich Full Force in der Besetzung, in der sie heute noch auftreten und Musik machen. Ihre ersten Platten waren Wegbereiter für viele andere amerikanisch R&B-Bands. Unter anderem produzierten sie für Lisa Lisa and Cult Jam, U.T.F.O. The Real Roxanne, La La Heathaway und Samantha Fox. Des Weiteren haben sie auch Remixe fremder Werke gemacht.

## Diskografie

### Studioalben
| Jahr | Titel                           | Höchstplatzierung, Gesamtwochen, AuszeichnungChartplatzierungen (Jahr, Titel, Platzierungen, Wochen, Auszeichnungen, Anmerkungen) | Höchstplatzierung, Gesamtwochen, AuszeichnungChartplatzierungen (Jahr, Titel, Platzierungen, Wochen, Auszeichnungen, Anmerkungen) | Anmerkungen                |
| Jahr | Titel                           | UK | US | Anmerkungen                |
| ---- | ------------------------------- | --- | --- | -------------------------- |
| 1985 | Full Force                      | — | US160 (8 Wo.)US | Erstveröffentlichung: 1985 |
| 1986 | Full Force Get Busy 1 Time!     | — | US141 (13 Wo.)US | Erstveröffentlichung: 1986 |
| 1987 | Guess Who’s Comin’ to the Crib? | — | US126 (11 Wo.)US | Erstveröffentlichung: 1987 |

### Kollaborationen
| Jahr | Titel                                | Höchstplatzierung, Gesamtwochen, AuszeichnungChartplatzierungen (Jahr, Titel, Platzierungen, Wochen, Auszeichnungen, Anmerkungen) | Höchstplatzierung, Gesamtwochen, AuszeichnungChartplatzierungen (Jahr, Titel, Platzierungen, Wochen, Auszeichnungen, Anmerkungen) | Anmerkungen                                                  |
| Jahr | Titel                                | UK | US | Anmerkungen                                                  |
| ---- | ------------------------------------ | --- | --- | ------------------------------------------------------------ |
| 1985 | Lisa Lisa & Cult Jam with Full Force | UK96 (1 Wo.)UK | US52 Platin · (66 Wo.)US | Erstveröffentlichung: August 1985 mit Lisa Lisa and Cult Jam |

Weitere Alben
- 1989: Smoove
- 1992: Don’t Sleep
- 1995: Sugar on Top
- 2001: Still Standing
- 2007: Legendary
- 2009: Full Force, of Course

### Singles
| Jahr | Titel Album                                                      | Höchstplatzierung, Gesamtwochen, AuszeichnungChartplatzierungen (Jahr, Titel, Album, Platzierungen, Wochen, Auszeichnungen, Anmerkungen) | Höchstplatzierung, Gesamtwochen, AuszeichnungChartplatzierungen (Jahr, Titel, Album, Platzierungen, Wochen, Auszeichnungen, Anmerkungen) | Anmerkungen                                                                                    |
| Jahr | Titel Album                                                      | UK | US | Anmerkungen                                                                                    |
| ---- | ---------------------------------------------------------------- | --- | --- | ---------------------------------------------------------------------------------------------- |
| 1985 | I Wonder If I Take You Home Lisa Lisa & Cult Jam with Full Force | UK12 (18 Wo.)UK | US34 (21 Wo.)US | Erstveröffentlichung: April 1985 mit Lisa Lisa and Cult Jam                                    |
| 1985 | Can You Feel the Beat Lisa Lisa & Cult Jam with Full Force       | UK97 (1 Wo.)UK | US69 (20 Wo.)US | Erstveröffentlichung: Oktober 1985 mit Lisa Lisa and Cult Jam                                  |
| 1985 | Alice, I Want You Just for Me! Full Force                        | UK9 (12 Wo.)UK | — | Erstveröffentlichung: Dezember 1985                                                            |
| 1986 | All Cried Out Lisa Lisa & Cult Jam with Full Force               | — | US8 (26 Wo.)US | Erstveröffentlichung: Juli 1986 mit Lisa Lisa and Cult Jam feat. Paul Anthony & Bow Legged Lou |
| 1987 | Someone to Love Me for Me Spanish Fly                            | — | US78 (10 Wo.)US | Erstveröffentlichung: 28. September 1987 mit Lisa Lisa and Cult Jam                            |